# 1970년 서울시내버스 노선번호 개편
다음은 1970년 4월 1일 94시행된 서울시내버스의 노선번호 개편 내용이다.

## 노선 번호체계 분류
- 1번~170번 단위 : 1970년 4월 1일 개편한 민영버스업체의 노선번호
- 200번 단위 : 1970년 4월 1일 개편한 시영버스업체의 노선번호
- 300번 단위 : 1974년 8월 이후 기존 노선번호 소진으로 인한 추가노선번호
- 400번 단위 : 1995년 7월 1일 이후 지역순환버스 노선번호
- 500번 단위 : 1973년 5월 5일 어린이대공원 개장으로 인하여 기존 노선번호를 변경한 어린이대공원 경유 노선번호
- 600번 단위 : 1977년 이후 공항리무진 노선번호나 좌석버스 노선번호
- 700번 단위 : 1980년대 좌석버스 노선번호
- 800번 단위 : 1985년 11월 이후 지하철연계 노선번호
- 900번 단위 : 1992년 12월 이후 심야좌석버스 노선번호
- 1000번 단위: 1993년 11월 직행좌석버스 노선번호

## 민간업체 (1번-165번)
- 새노선번호 / (구노선번호) / 회사명 / 행선지,경유지
- 1번 (71번좌석) 삼선합승(현 서울승합) 정능-연희동
- 2번 (72번좌석) 대진운수 정능-서강
- 3번 (71번입석) 동양교통(현 대진여객), 대창운수, 해창운수 정능-서강
- 7번 (11번급행) 영진교통 우이동-홍대앞
- 8번 (13번급행) 새한버스 우이동-망원동
- 9번 (13번입석) 영신여객자동차, 신원교통 우이동-서울역
- 13번 (12번급행) 한진버스(현 KD운송그룹) 의정부-종로5가
- 14번 (12번급행) 동일여객자동차 의정부-종로5가
- 15번 (16번입석) 한성여객운수 도봉동-종로5가
- 18번 (12번입석) 한성여객운수 창동-후암동
- 19번 (11번좌석) 아진교통 쌍문동-마포
- 20번 (15번입석) 아륙교통 쌍문동-서울역
- 23번 (13번좌석) 삼양교통 삼양동-용산동
- 24번 (15번좌석) 이화운수 삼양동-영등포
- 25번 (17번좌석) 이화운수 미아국교-효창동
- 26번 (10번급행) 한성운수 삼양동-안양
- 27번 (17번입석) 화계운수 삼양동-서울역
- 31번 (10번좌석) 세운교통 장위동-북아현동
- 32번 (12번좌석) 삼화상운 장위동-후암동
- 33번 (11번입석) 한성여객운수 장위동-후암동
- 37번 (23번좌석) 삼미운수 이문동-염리동
- 38번 (23번입석) 국성여객(현 진아교통), 삼성여객자동차 석관동-원효로
- 39번 (35번좌석) 삼흥운수 경희대-서울역
- 43번 (24번좌석) 덕성여객 상계동-서울역
- 45번 (25번좌석) 덕성여객 불암동-청계5가
- 48번 (26번좌석) 삼미운수 망우리-응암동
- 49번 (56번입석) 안성여객 중량교-문화촌
- 50번 (22번입석) 국성여객 면목동-연희동
- 51번 (57번입석) 안성여객 면목동-문화촌
- 54번 (21번좌석) 혁성운수 전농동-마포
- 55번 (22번좌석) 신화운수 답십리-봉천동
- 56번 (22번급행) 서진교통 답십리-이촌동
- 57번 (22번입석) 신흥교통 답십리-효창동
- 60번 (91번입석) 원효여객 마장동-구평동
- 62번 (33번좌석) 삼흥운수 성수동-동교동
- 63번 (36번좌석) 삼흥운수 경마장-효자동
- 64번 (37번입석) 서울승합 뚝섬-서울역
- 65번 (36번입석) 서울승합 뚝섬-서울역
- 68번 (31번좌석) 동진상운 천호동-서울역
- 69번 (37번좌석) 동진상운 천호동-서울역
- 70번 (31번급행) 한일교통 천호동-서울역
- 71번 (31번입석) 서울승합 천호동-서울역
- 74번 (56번좌석) 신진운수 홍은동-옥수동
- 75번 (57번좌석) 신진운수 갈현동-옥수동
- 76번 (45번급행) 대일교통 금호동-신길동
- 78번 (41번입석) 서울여객 잠원동-한남동-서울역
- 79번 (38번좌석) 중앙교통 금호동-보광동
- 80번 (42번입석) 삼성여객자동차 서울역-보광동
- 81번 (43번입석) 삼성여객자동차 응봉동-보광동
- 84번 (81번좌석) 동아운수 중대앞-경동중학교
- 85번 (82번좌석) 신동아운수 동작동-성북동
- 86번 (82번급행) 대화여객 남성동-홍릉
- 87번 (81번급행) 일성교통, 우성교통 동작동-중화동
- 88번 (83번급행) 일성교통, 우성교통 동작동-중화동
- 89번 (81번입석) 범진여객 남성동-신흥사
- 92번 (62번좌석) 신촌운수 상도동-창신동
- 95번 (42번좌석) 한남운수 신림동-미아리
- 96번 (65번입석) 신촌교통 신림동-중앙청
- 98번 (39번좌석) 일광운수 신길동-마장동
- 99번 (41번좌석) 일광운수 신길동-농대(시립대)
- 101번 (91번좌석) 영등포합승자동차 대림동-독립문
- 103번 (89번급행) 삼양여객(현 안양교통→서울매일버스) 안양-중앙청
- 104번 (89번좌석) 유진운수 안양-삼청동
- 107번 (90번좌석) 삼안운수 시흥-중앙청
- 109번 (80번좌석) 상마운수 영등포구내
- 110번 (87번좌석) 영등포합승자동차 양남동-청계6가
- 111번 (87번입석) 서울승합 양남동-중앙청
- 112번 (86번좌석) 영등포합승자동차 문래동-을지6가
- 113번 (86번급행) 대륙교통 문래동-약수동
- 114번 (86번입석) 서울승합 문래동-서울역
- 118번 (84번좌석) 영등포합승자동차(구로지사, 현 보영운수) 구로동-을지6가
- 119번 (84번급행) 동화여객 구로동-중앙청
- 120번 (84번입석) 서울승합 구로동-중앙청
- 123번 (85번좌석) 영등포합승자동차 오류동-청계6가
- 124번 (85번급행) 동화여객 오류동-중앙청
- 125번 (85번입석) 서울승합 오류동-중앙청
- 128번 (80번급행) 대륙교통 중곡동-화곡동
- 129번 (88번좌석) 지성운수 김포-중앙청
- 130번 (88번급행) 대륙교통 김포-중앙청
- 132번 (20번입석) 서울승합(현 경성여객자동차) 홍릉-합정동
- 133번 (21번입석) 서울승합 휘경동-노고산
- 135번 (78번입석) 유성운수,서일운수 구평동-염리동
- 136번 (75번좌석) 진화운수 서강-우이동
- 137번 (72번입석) 일진교통, 해창여객 서강-자유센터-잠원동
- 139번 (61번좌석) 신촌운수(현 중부운수) 봉원동-동대문
- 141번 (61번급행) 현대교통 남가좌동-마장동
- 142번 (64번입석) 신촌교통 남가좌동-상도동
- 145번 (53번좌석) 범양여객운수 화전-서울역
- 146번 (52번좌석) 범양여객운수 수색-이문동
- 147번 (53번입석) 한신운수, 동해운수 수색-서울역
- 150번 (55번좌석) 신인운수 북가좌동-봉천동
- 152번 (51번급행) 신성교통 역촌동-서울역
- 155번 (51번입석) 제일여객자동차(현 제일교통) 갈현동-옥수동
- 156번 (52번입석) 제일여객자동차 구파발-서울역
- 157번 (53번급행) 신성교통 갈현동-답십리
- 158번 (53번급행) 신성교통 갈현동-서울역
- 161번 (56번급행) 삼화교통(현 삼화고속) 문화촌-장위동
- 162번 (57번급행) 삼화교통 문화촌-우이동
- 164번 (26번입석) 서울승합 홍릉-퇴계원-장현
- 165번 (27번입석) 서울승합 홍릉-금곡리

## 시영버스 (200번대)
- 228번 (102번좌석) 시영버스 화곡동-용두동
- 229번 (102번입석) 시영버스 개화동-영등포구청
- 203번 (103번입석) 시영버스 시흥-시청
- 243번 (104번입석/좌석) 시영버스 상계동-서울역
- 233번 (113번입석/좌석) 시영버스 도봉동-서울역
- 271번 (105번입석) 시영버스 거여동-시청
- 272번 (108번입석) 시영버스 송파-서울역
- 273번 (109번입석) 시영버스 신장-을지5가
- 274번 (110번입석) 시영버스 하일동-서울역
- 288번 (106번입석/좌석) 시영버스 원지동-시청
- 235번 (111번좌석) 시영버스 구평동-이촌동 공무원아파트
- 209번 (115번입석) 시영버스 영등포구청-한양대
- 275번 (116번입석) 시영버스 수진리-천호동

## 참고 자료
- 노선번호 개편 출처: 동아일보 1970년 3월 30일자 8면

## 같이 보기
- 1949년 서울시내버스 노선
- 1956년 서울시내버스 운행회사
- 1959년 서울시내버스 노선
- 1961년 서울시내버스 노선번호 개편
- 1964년 서울시내버스 노선번호 개편
- 1966년 서울시내버스 노선번호 개편
- 1970년 서울시내버스 운행회사
- 1974년 서울시내버스 운행회사
- 1985년 서울시내버스 노선번호 개편
- 2004년 서울특별시 버스 개편
- 2026년 서울특별시 버스 개편